# Гроб, Генри
Генри Гроб (нем. Henry Grob; 4 июня 1904, Браунау — 5 июля 1974, Цюрих) — швейцарский шахматист, международный мастер (1950). Шахматный литератор. Художник.
Чемпион страны (1939 и 1951). В составе команды Швейцарии участник Олимпиад (1927, 1935 и 1952). Лучшие результаты в международных турнирах: Барселона, Росас (1935) — 3-е; Остенде (1936 и 1937) — 2-е и 1-3-е (с П. Кересом и Р. Файном); Гастингс (1947/1948) — 2-4-е места. Именем Гроба назван дебют 1. g2-g4.
В 1940—1973 годах в качестве редактора шахматного отдела газеты «Neue Zürcher Zeitung» сыграл 3614 партий по переписке (+2703 −430 =481).

## Книги
- Angriff g2-g4, Z., 1942;
- Endspiele, 2 Auflage, Z., 1946;
- Die Eroffnungen in der Schachpartie unter Anwendung des Kampfplanes, 4 Auflage, Z., 1954;
- Lerne Schach spielen, 6 Auflage, Z., 1958.